# المقامر (فلم)
المقامر، فيلم مصري، من إنتاج عام 1994. من تأليف وإخراج شيرين قاسم، ومن بطولة هشام عبد الحميد، رانيا فريد شوقي، أشرف عبد الباقي، سيف عبد الرحمن، وغيرهم.

## القصة
يقرر سامي (هشام عبد الحميد) موظف البنك مشاركة اللص زكي (أشرف عبد الباقي) في سرقة البنك الذي يعمل به، تتم السرقة كما خطط لها سامي، يحجز سامي مبلغًا من المال لنفسه، يكتشف زكى خدعة سامي فيبدأ في مطاردته ليأخذ نصيبه من هذا المبلغ، يدفع زكى بصديقته الراقصة زهرة (رانيا فريد شوقى) للإيقاع بسامي. تقع زهرة في حب سامي ويقرر الهرب معها بالمال، يكتشف زكى علاقتهما فيقتل زهرة ويتركها في منزل سامي، ينتهى الفيلم باللص والموظف بعد إصابتهما بالرصاص وقد جمعتهما سيارة الإسعاف بينما تتعالى ضحكاتها بسخرية مما حدث.

## وصلات خارجية
- مقالات تستعمل روابط فنية بلا صلة مع ويكي بيانات